# جنگل ارس زیارت
جنگل ارس زیارت یک جنگل ارس در زیارت بلوچستان پاکستان است. منطقه زیارت منزلگاه بزرگ‌ترین جنگل ارس در پاکستان است که حدود ۱۱۰۰۰۰ هکتار را پوشش می‌دهد و گمان می‌رود دومین منطقه بزرگ در نوع خود باشد. ارس زیارت از قدیمی‌ترین درختان زنده جهان ست. این جنگل در ناحیه کوهستانی با ارتفاعی بین ۱۱۸۱ تا ۳۴۸۸ متر قرار دارد و دارای تنوع گونه ای بالایی است. اکوسیستم جنگل ارس زیارت در محل تلاقی پنج پهنه رویشی قرار دارد؛ بنابراین گونه‌های گیاهی تشکیل دهنده پوشش گیاهی ترکیبی منحصربه‌فرد از پنج نوع مختلف گیاهی را ارائه می‌دهند که آن را به یک سایت جهانی متمایز از نظر ترکیب گیاهی تبدیل می‌کند. پوشش گیاهی اکوسیستم جنگلی زیارت شامل گونه‌هایی از: زیر منطقه ایرانوتورانی غربی، زیر منطقه ایرانوتورانی شرقی، منطقه چین-ژاپن، منطقه هند و منطقه صحرا-سندی است. گونه‌های حیات وحش آن شامل گونه‌های در حال انقراض مانند خرس سیاه بلوچستان و پرندگان نایابی است. جنگل زیارت همچنین دارای تنوع غنی از گونه‌های گیاهی با اهمیت دارویی است که بیش از ۵۰ درصد از ۵۴ گونه فهرست‌بندی شده دارای ارزش دارویی یا قومی گیاه‌شناسی است که مردم محلی از آن‌ها به عنوان درمان‌های بومی برای انواع بیماری‌ها استفاده می‌کنند.

## جغرافیا
این جنگل‌ها در اطراف ناحیه کوهستانی زیارت و کوه زرغون گسترده شده‌اند. ارتفاع این کوه‌ها از ۱۱۸۱ تا ۳۴۸۸ متر است. مساحت این جنگل‌ها حدود ۱۱۰۰۰۰ هکتار است و بزرگ‌ترین جنگل ارس در پاکستان است.
آب و هوای ان معتدل و نیمه خشک، با تابستان‌های معتدل و زمستان‌های سرد است. میانگین بارندگی سالانه (اندازه‌گیری شده در زیارت) ۲۶۹ میلی‌متر است.

## بوم‌شناسی
درخت شاخص ناحیه عرعر پشتون (Juniperus serravschanica) است. جنگل ارس بین ۲۰۰۰ تا ۳۰۰۰ متر ارتفاع در امتداد بالای پشته‌ها و در شیب‌های متوسط تا تند (۱۸ درجه تا ۳۰ درجه) هستند. آنها بیشتر در توده‌های متراکم، باز و خالص بدون طبقه‌بندی رشد می‌کنند. سن قدیمی‌ترین درختان ۵۰۰۰ تا ۷۰۰۰ سال است که به آنها فسیل زنده می‌گویند. ۵۴ گونه گیاهی مختلف در جنگل‌ها یافت می‌شود. حدود نیمی از گونه‌های گیاهی بومی توسط مردم محلی مورد استفاده دارویی قرار می‌گیرند. اسانس درخت عرعر دارای خواص آنتی‌اکسیدانی بوده و از دوران باستان به صورت دارویی مورد استفاده قرار می‌گرفته است. این جنگل‌ها همچنین از تبخیر ذخایر آبی که منبع اصلی امرار معاش مردم محلی است جلوگیری می‌کند.
پستانداران بومی منطقه عبارتند از: مارخور (Capra falconeri jerdoni)، گوسفند وحشی اوریال (Ovis vignei)، خرس ماه (Ursus thibetanus)، گرگ (Canis lupus)، شغال زرد (Canis aureus)، و خرگوش بی‌دم افغانی (Ochotona rufescens). پرندگان شامل کبک چوکار، توکای بزرگ (Turdus viscivorus)، توکای گلوسیاه (Turdus atrogularis)، مگس‌خوار آرام (lineatum Trochalopteron) و دارخزک دم‌نواری.

## منطقهٔ حفاظت‌شده
در سال ۱۹۷۱، ۳۷۲٫۴۷ کیلومتر 2 از جنگل به عنوان پناهگاه حیات وحش تعیین شد.
در سال ۲۰۱۳ این جنگل به عنوان ذخیره گاه زیست کره با مساحت هسته ۱۱۲۴۳ هکتار، منطقه حائل ۶۰۵۱۹ هکتار، منطقه انتقالی ۴۰۰۹۰ هکتار و مساحت کل ۱۱۱۸۵۲ هکتار اعلام شد. در سال ۲۰۱۶ دولت پاکستان جنگل ارس زیارت را به عنوان میراث جهانی معرفی کرد.